# 衛生福利部臺中醫院

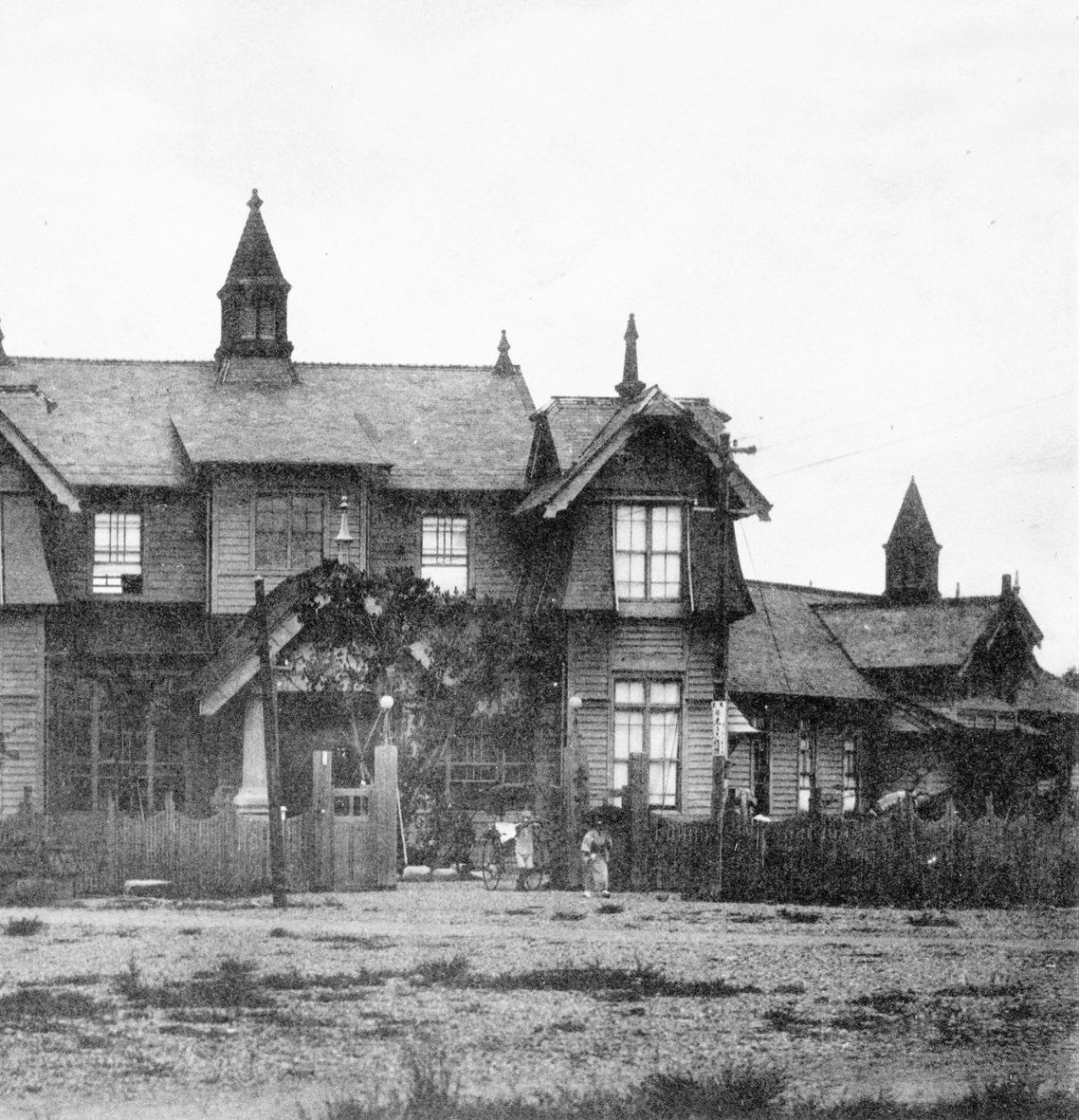
臺灣總督府臺中病院

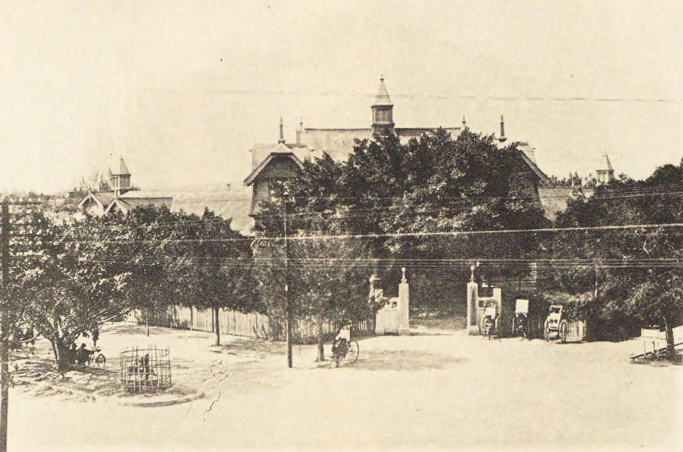
臺灣總督府臺中病院

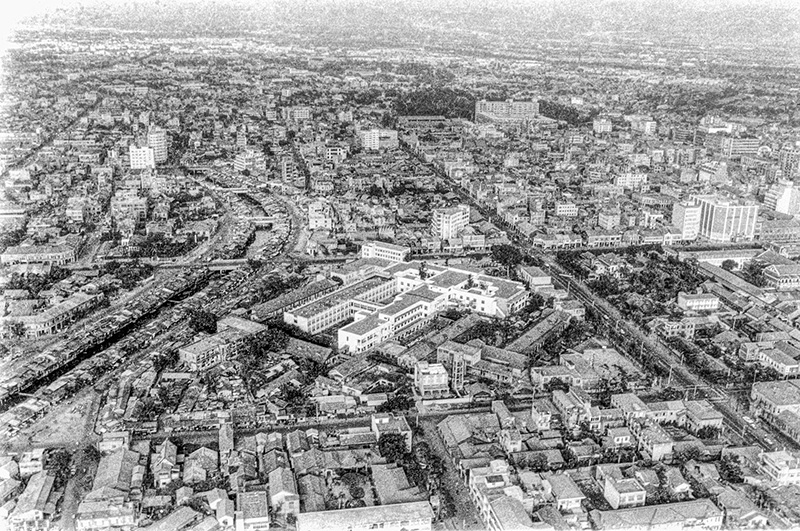
約1965年的臺中醫院空拍

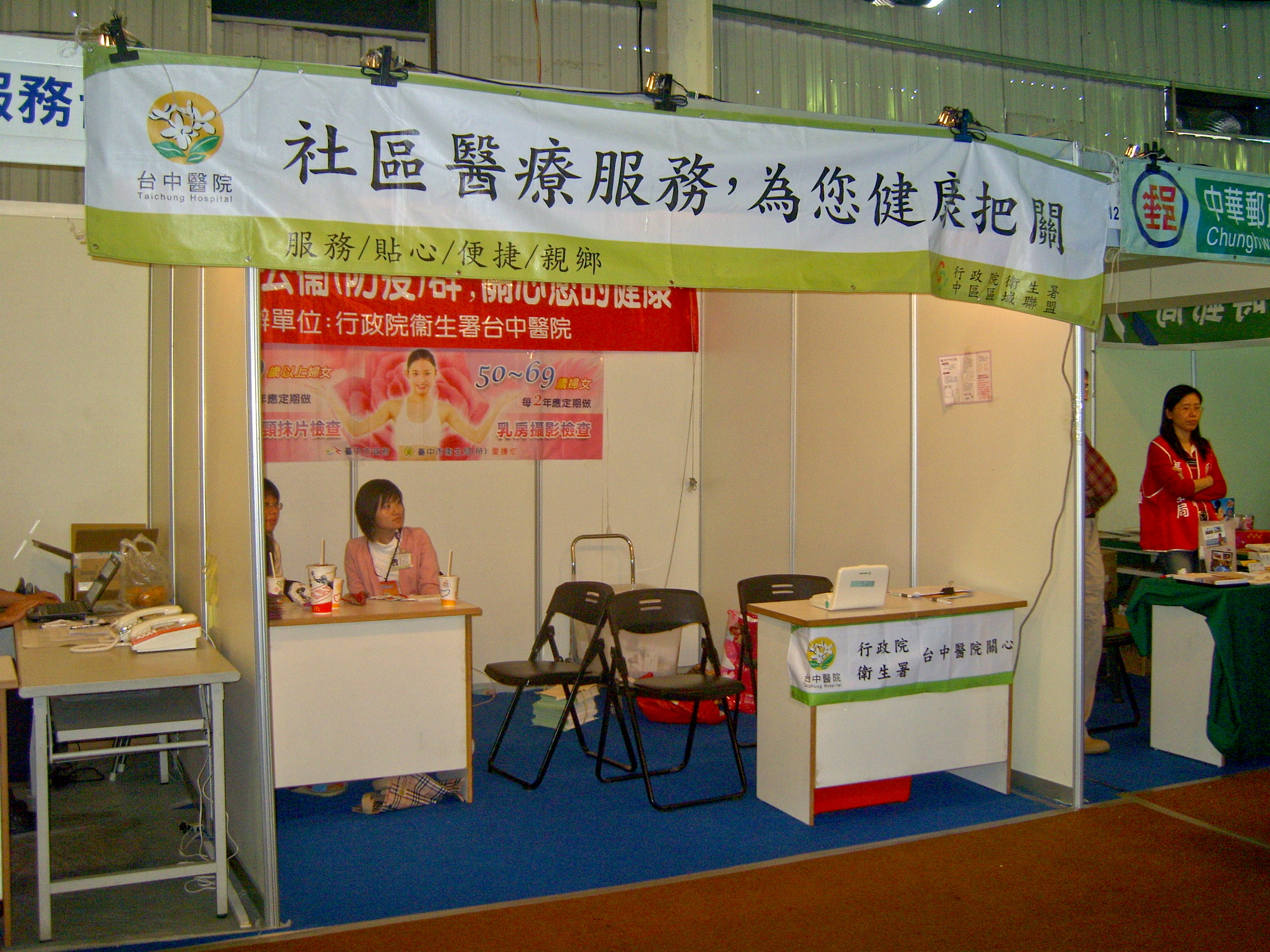
2008年資訊月

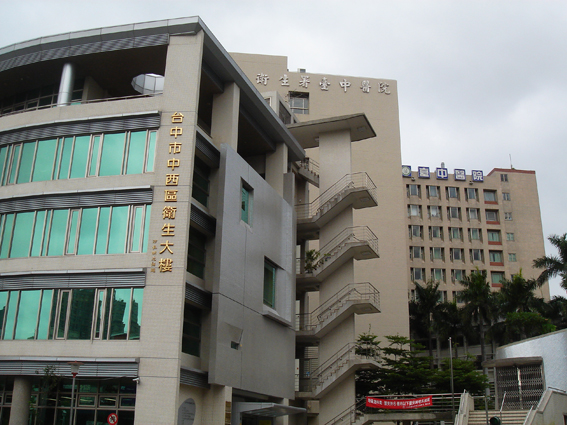
臺中市中西區衛生所與行政院衛生署臺中醫院

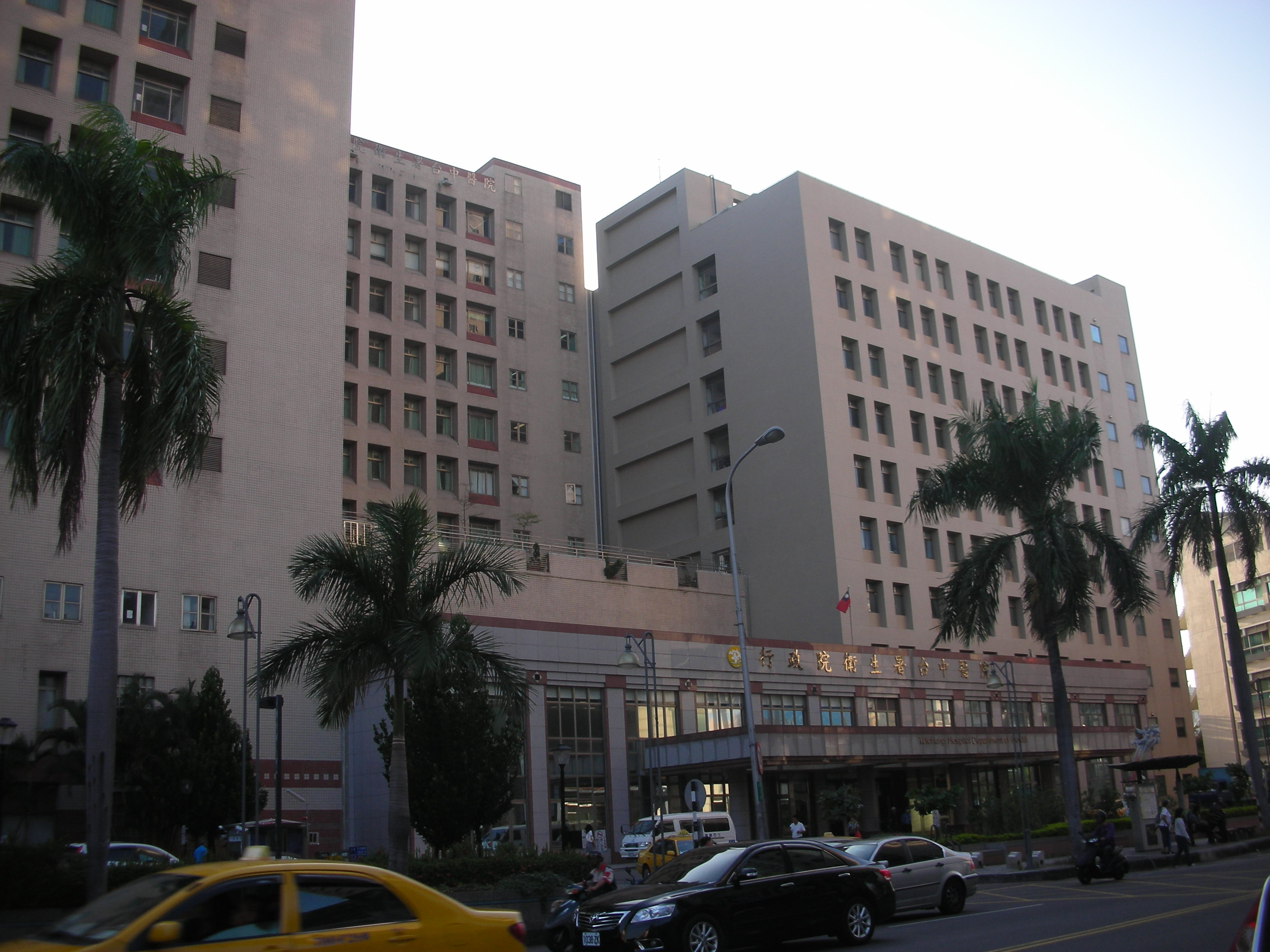
行政院衛生署臺中醫院

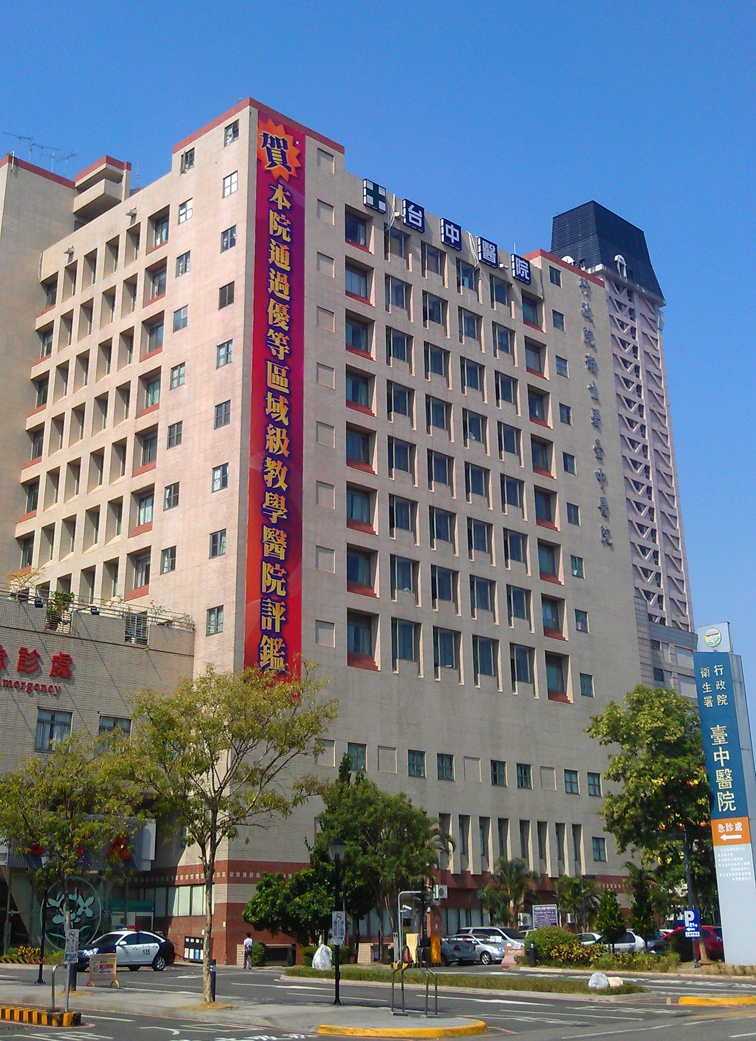
行政院衛生署臺中醫院

衛生福利部臺中醫院（簡稱臺中醫院）是一所位於臺灣臺中市的衛生福利部所屬醫院。創設於1895年，前身為日治時期「臺灣總督府臺中病院」。曾是台灣中部唯一的結核病專屬醫院。

## 歷史

### 日治時期
- 1895年7月，台灣民政支部創設於彰化，同時設台灣民政支部診斷所，是為台中醫院之前身。同年12月，台灣民政支部與診療所遷至前清朝台中縣文武官員的考棚的附設巡政廳廳址，由於設備不完全的緣故，重症病患則是送到野戰病院治療。
- 1896年4月，臺灣民政局制度改變，臺灣縣改制為臺中縣，診療所改為「臺中縣臺中病院」，並擴大編制，另於同年6月在彰化埔里社兩地，各設分院一所。
- 1897年4月，臺中病院在臺中縣廳舍南側新建病房，於隔年3月落成，9月開始使用。
- 1898年6月，醫院官制公告，各地醫院改由台灣總督府管轄，臺中病院改稱「臺灣總督府臺中醫院」。同年，結束彰化和埔里社兩分院，並於斗六開設分院。
- 1900年，臺中醫院遷至臺中車站前方，新建三棟病房和其他附屬建築，並自1901年3月開始使用，原病房則當作職員宿舍使用。
- 1903年4月，結束斗六分院。
- 1910年5月，新設一棟病房，臺中醫院的可收容人數自65人增加至80人。
- 1912年10月，位於現址（村上町及旭町一、二丁目）的新廳舍落成，工程費為29,890圓。同年12月遷入，但醫院事務和治療仍維持在原醫院的位置。
- 1913年5月，臺中醫院內設至財團法人臺中為善團。
- 1914年6月，臺中醫院接鄰的基地上新築四棟病房，護士宿舍、洗衣場、鍋爐室、廚房和倉庫，工程費為38,358圓。
- 1918年7月，醫院全數遷入新廳舍，車站前醫院撤除[1]。
- 1937年9月，台中醫院本館和第二病棟改建，1939年3完工[2]，第二病棟是由梅澤捨次郎設計。

### 戰後
- 1945年11月25日，改隸台灣省行政長官公署民政廳衛生局並更名為「臺灣省立臺中醫院」，嗣後由於台灣省行政長官公署改組成立臺灣省政府而改隸臺灣省政府衛生處。
- 1955年，撥借土地三千坪，協辦創立臺灣省立臺中高級護理職業學校（今國立臺中科技大學民生校區），同年學校正式開學授課。
- 1991年拆除舊大樓，遷移臨時門診大樓作業。
- 1997年成立50床護理之家，為前省立醫院首創。新醫療大樓改建完成。
- 1999年7月1日，精省後改隸行政院衛生署而更名為「行政院衛生署臺中醫院」。
- 2000年通過醫院評鑑，成為區域教學醫院。
- 2003年被指定為感染症防治醫院，並成立「行政院衛生署中區區域聯盟」。
- 2004年接管公保聯合門診中心。
- 2006年，成立台灣第一座中央實驗室系統；與南區區域聯盟合併成為「中南區聯盟召集醫院」。
- 2008年，健康促進大樓落成啟用。
- 2009年，成立中南部首座母乳庫衛星站。
- 2012年，成立中南部首座漸凍人專屬病房「曙光病房」。
- 2013年7月，與臺中榮民總醫院合作成立「中期照護病房」，讓台中的公立不同層級的醫療網絡做垂直整合[3]。7月23日，隨衛生署升格而更名為「衛生福利部臺中醫院」。

## 歷任院長
| 任次 | 姓名   | 就職時間   | 卸任時間   |
| ---- | ------ | ---------- | ---------- |
| 1    | 李祐吉 | 1945年11月 | 1946年5月  |
| 2    | 陳彩龍 | 1946年5月  | 1955年2月  |
| 3    | 林錫金 | 1955年2月  | 1964年5月  |
| 4    | 楊思標 | 1964年5月  | 1965年9月  |
| 5    | 陳愈之 | 1965年9月  | 1968年2月  |
| 6    | 洪禮卿 | 1968年2月  | 1973年12月 |
| 7    | 吳金鑾 | 1973年12月 | 1975年12月 |
| 8    | 黃東錄 | 1975年12月 | 1982年12月 |
| 9    | 黃孝鏘 | 1982年12月 | 1986年9月  |
| 10   | 周桂芳 | 1986年9月  | 1995年7月  |
| 11   | 林文翰 | 1995年11月 | 2002年1月  |
| 12   | 徐永年 | 2002年1月  | 2003年3月  |
| 13   | 李懋華 | 2003年3月  | 2003年10月 |
| 14   | 徐永年 | 2003年10月 | 2009年12月 |
| 15   | 邵國寧 | 2009年12月 | 2011年7月  |
| 16   | 李孟智 | 2011年7月  | 2017年12月 |
| 17   | 侯承伯 | 2017年12月 | 2023年12月 |
| 18   | 黃元德 | 2023年12月 |            |

|}

## 外部連結
- 官方网站

24°08′25″N 120°40′32″E / 24.140334°N 120.675593°E